# Île Farrel
L'Île Farrel (en espagnol : Isla Farrel) est une île inhabitée de l'archipel de Hanovre, située dans le sud du Chili. Elle est administrativement rattachée à la région de Magallanes et de l'Antarctique chilien, en Patagonie chilienne ; elle fait partie de la réserve nationale Alacalufes.

## Géographie

### Situation et caractéristiques physiques
Elle est située au nord-ouest de l'Île Hanovre dont elle est séparée par le canal Farrel (es).
Sa superficie est de 324,9 km2.